# Zgrupowanie „Róg”

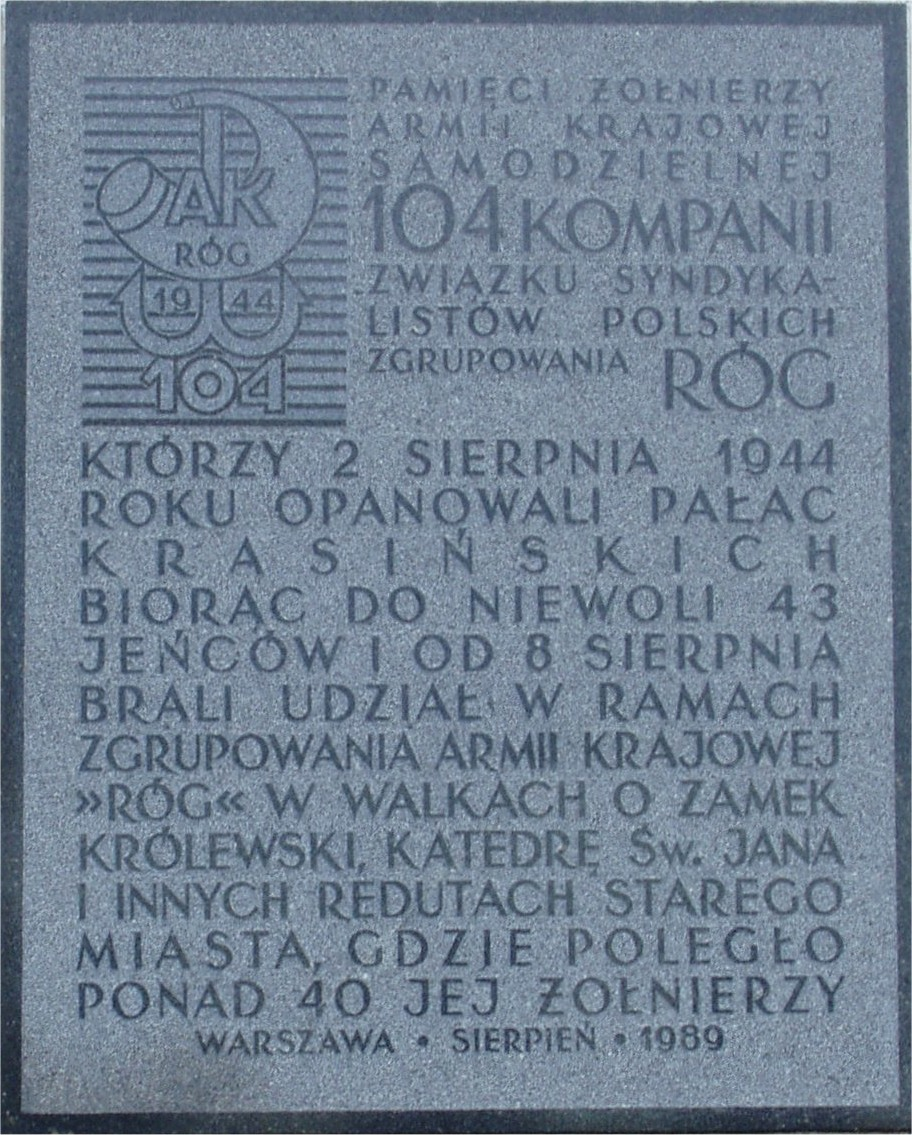
Tablica pamiątkowa na pałacu Krasińskich (2006)

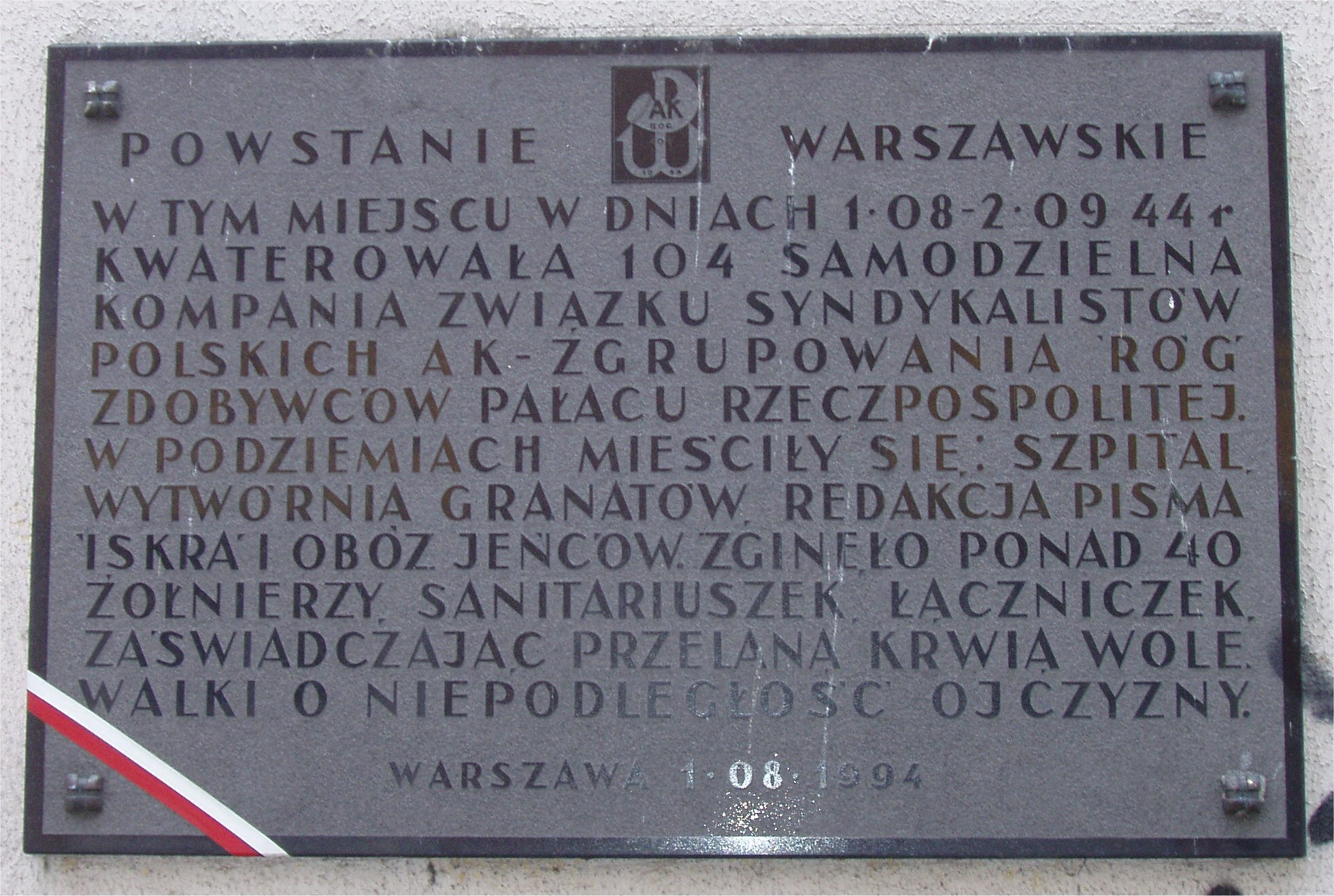
Na Starym Mieście

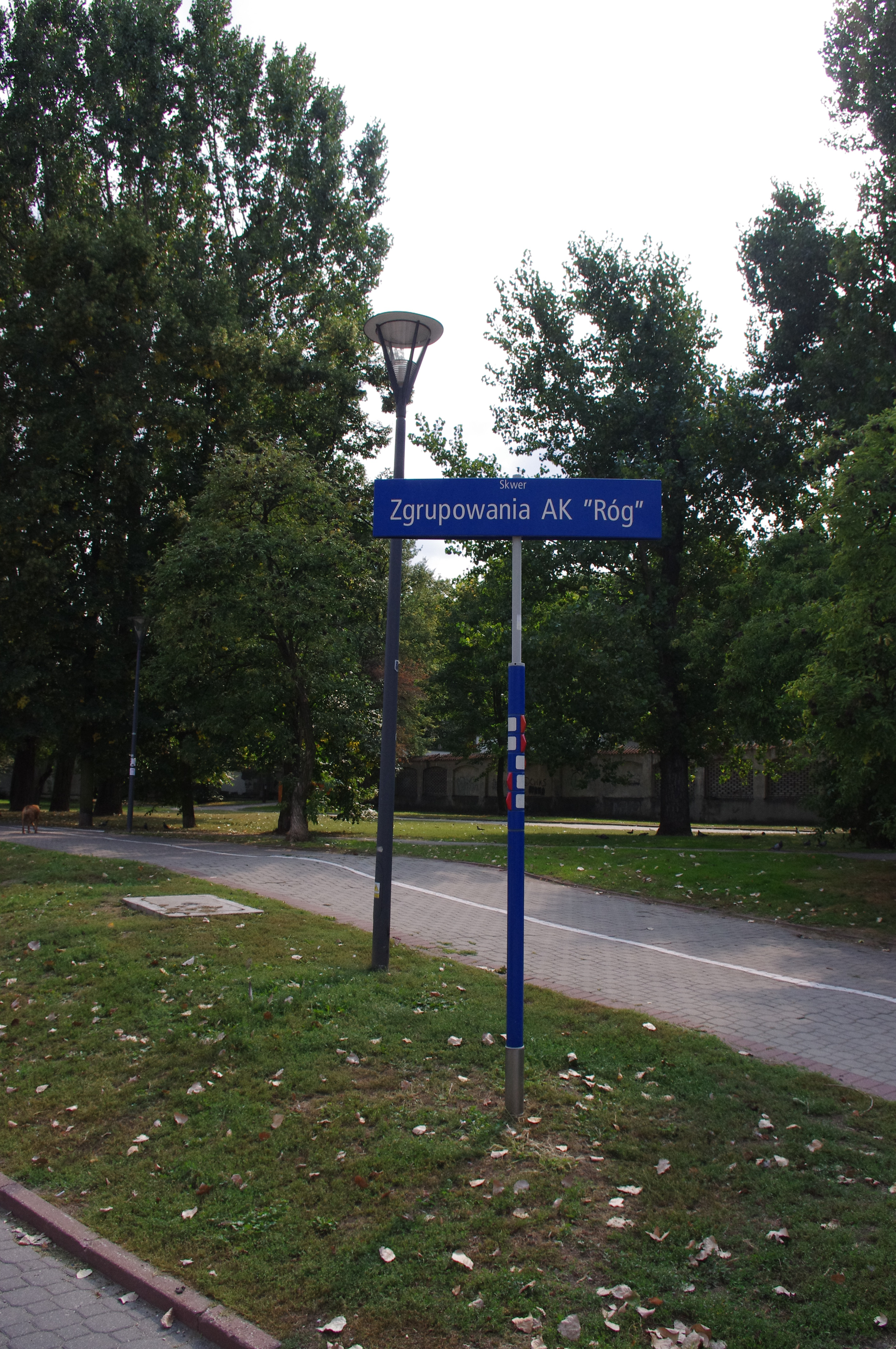
Skwer Zgrupowania AK „Róg” w Warszawie

Zgrupowanie „Róg” – utworzone na Starym Mieście 1 sierpnia 1944, na początku powstania warszawskiego. Zgrupowanie „Róg" należało do Obwodu I – Śródmieście, Zgrupowanie od 7 sierpnia weszło w skład Grupy AK „Północ”. Dowódcą zgrupowania był – mjr Stanisław Błaszczak „Róg” (ranny 27 sierpnia), a następnie kpt. Jerzy Czarski „Czahar”.
W czasie najwyższej liczebności zrzeszało 2500 żołnierzy. Uczestniczyło w walkach m.in. o Polską Wytwórnię Papierów Wartościowych, rejon pl. Zamkowego, następnie, we wrześniu 1944, jego żołnierze walczyli w Śródmieściu, na Powiślu i Czerniakowie. W zgrupowaniu „Róg” służyli m.in.: Janina Augustyńska, Jędrzej Augustyński i Stanisław Komornicki.

## Skład
- Batalion Bończa
- Batalion Dzik
- Batalion Gozdawa
- Batalion Gustaw
- Batalion Wigry
- Niektóre oddziały Czwartaków
- 104 Samodzielna Kompania Związku Syndykalistów Polskich
- Samodzielna Grupa PWBH7/S
- Dywizjon artylerii zmotoryzowanej „Młot” NSZ